# Estación de Manuela Malasaña
Manuela Malasaña es una estación de la línea 12 del Metro de Madrid situada bajo la calle Desarrollo, al sur de Móstoles en un barrio de reciente construcción aún en desarrollo.

## Historia y características
La estación, a diferencia del resto de Metrosur, se construyó en mina con un trozo a cielo abierto, ya que cuando se ejecutó la obra no había demasiadas edificaciones en la zona que impidieran esta forma de construcción.
La estación abrió al público el 11 de abril de 2003.
Entre el 20 de junio de 2015 y el 6 de septiembre de 2015, la estación permaneció cerrada por obras de mejora de las instalaciones entre las estaciones de Universidad Rey Juan Carlos y Loranca. Durante este tiempo, se estableció un servicio especial de autobuses, que sustituía el servicio prestado por Metro de Madrid: el SE3 (Universidad Rey Juan Carlos - Loranca), que realizaba parada en la avenida de la Osa Menor, en las proximidades de la estación.
Entre el 21 de junio y el 5 de septiembre de 2021 permaneció cerrada por el corte de la línea entre Hospital de Móstoles y Conservatorio para llevar a cabo obras de reparación en la infraestructura. Se habilitó un Servicio Especial de autobús gratuito con parada en el entorno de las estaciones afectadas.

## Accesos
Vestíbulo Manuela Malasaña
- Manuela Malasaña Cº Magdalena, s/n
- Ascensor Cº Magdalena, s/n

## Líneas y conexiones

### Metro
| << cabecera | < estación           | línea | estación > | cabecera >> |
| ----------- | -------------------- | ----- | ---------- | ----------- |
| circular    | Hospital de Móstoles |       | Loranca    | circular    |

### Autobuses
| Diurnos |                          |                                           |               |
| Línea   | Destino                  | Parada                                    | Operador      |
| 4       | Móstoles Sur             | 20037 Av. Osa Menor-Est. Manuela Malasaña | Arriva Madrid |
| 4       | Hospital Rey Juan Carlos | 20038 Av. Osa Menor-Est. Manuela Malasaña | Arriva Madrid |

| Diurnos |                       |                                           |               |
| Línea   | Destino               | Parada                                    | Operador      |
| 524     | Móstoles Sur          | 20037 Av. Osa Menor-Est. Manuela Malasaña | Arriva Madrid |
| 524     | Madrid (Príncipe Pío) | 20038 Av. Osa Menor-Est. Manuela Malasaña | Arriva Madrid |